# Wilhelmiten

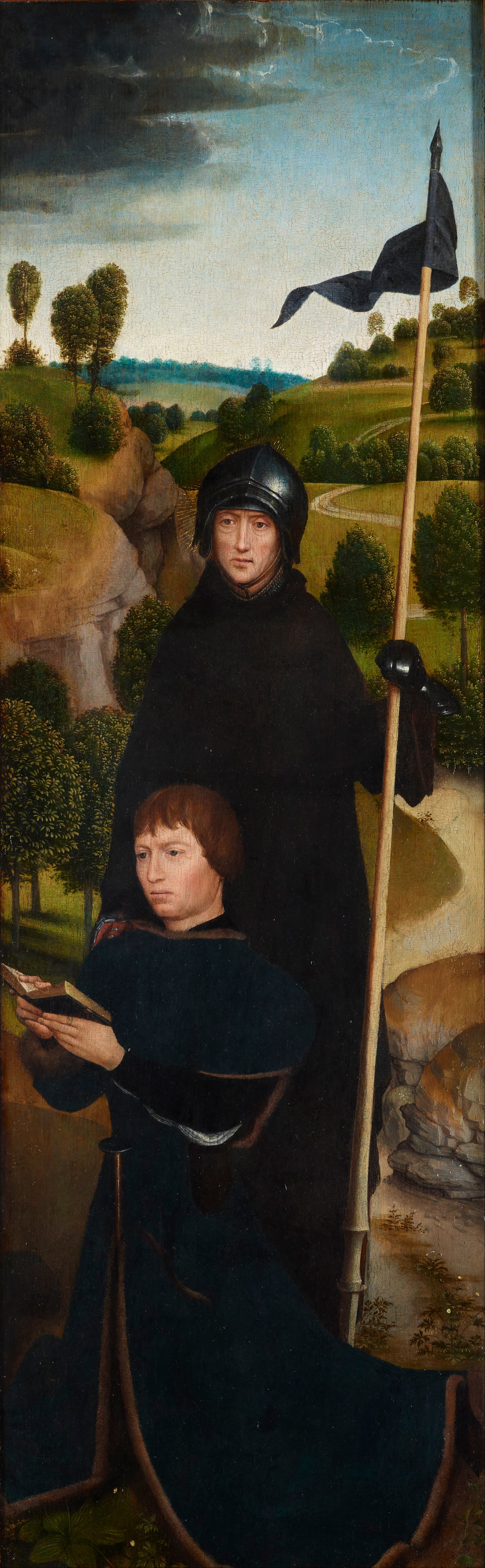
Junger Mann im Gebet vor dem heiligen Wilhelm, Hans Memling, 1470

Der Orden der Wilhelmiten (Ordo Fratrum Eremitarum Sancti Wilhelmi,  Orden der Eremitenbrüder des heiligen Wilhelm, historisch auch Wilhelmiter oder Guglielmiten) war ein Mönchsorden vom 12. bis zum 18. Jahrhundert, der im Heiligen Römischen Reich und Frankreich verbreitet war.

## Geschichte

### Entstehung

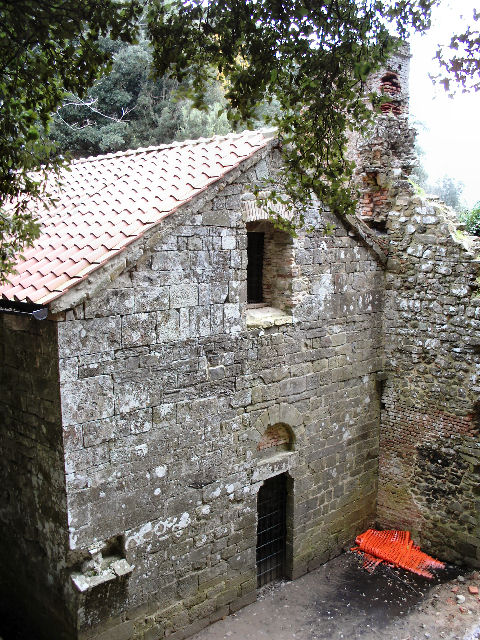
Einsiedelei Malavalle, Kirchenruine

Der Orden entstand aus der Einsiedelei des heiligen Eremiten Wilhelm († 1157) in Malavalle, südwestlich von Siena in Italien. Diese entwickelte sich zum ersten Kloster. Papst Gregor IX. verlieh der jungen Gemeinschaft die kirchliche Anerkennung, mit der Maßgabe, dass sie nach der Benediktinerregel leben sollten. Danach breitete sich der Orden in Italien, Frankreich und nördlich der Alpen aus.

### Auflösung und Wiederherstellung im 13. Jahrhundert
Mitte des 13. Jahrhunderts kam es zu grundlegenden Veränderungen. Aufgrund der päpstlichen Bulle Licet ecclesiae catholicae von Papst Alexander IV. wurden mehrere Eremitenorden zu dem Bettelorden der Augustiner-Eremiten zusammengefasst. Der Wilhelmiterorden wurde 1256 aufgelöst und seine Angehörigen in die Augustiner-Eremiten integriert. 
Nach erheblichen Interventionen seitens der Wilhelmiten löste der übernächste Papst, Clemens IV., im Jahr 1266 diese wieder aus dem Orden der Augustiner-Eremiten heraus und stellte so den Wilhelmitenorden wieder her.

### Frankreich und Belgien
In Frankreich wurden die Wilhelmiten wegen ihres Habits auch Blancs-Manteaux („weiße Mäntel“) genannt. Sie hatten Prioreien in Louvergny bei Rethel (1249 gegründet von Graf Johann von Rethel, † 1251) und Montrouge bei Paris (ihre zweite Priorei in Frankreich, gegründet in der zweiten Hälfte des 13. Jahrhunderts), sowie ab 1297 in Paris, wo sie die Augustiner ersetzten. Ihr Haus in Paris stand im heutigen 4. Arrondissement an der Nordseite der Rue des Blancs Manteaux, etwa dort, wo heute die Rue des Guillemites beginnt. Nach den Wilhelmiten ist Guillemins benannt, ein Ortsteil von Lüttich. Hier hatten die Wilhelmiten ab 1287 eine Niederlassung, um die herum sich die Siedlung entwickelte.

### Auflösung im 18. Jahrhundert
Die Wilhelmiten bestanden bis ins 18. Jahrhundert. Nach der Auflösung der Ordensniederlassungen in Österreich unter Kaiser Joseph II. war Kloster Gräfinthal das letzte Wilhelmitenkloster im Reich. Mit der Bulle vom 24. November 1785 löste der Papst auf Wunsch der Mönche auch dieses Kloster auf.